# 姶良市立三船小学校
姶良市立三船小学校（あいらしりつみふねしょうがっこう）は鹿児島県姶良市増田にある市立小学校である。

## 沿革
姶良町立三叉（さんさ）小学校と姶良町立船津小学校を合併して、1963年（昭和38年）4月1日に発足した。学校名は両校の頭文字を合わせたものである。三叉小は元の帖佐町、船津小は元の重富村にある学校で、別府川を境界としていたが、三船橋を通じて至近の距離にあり両校とも児童が減少していたことから、統合することになった。当初はそれぞれの学校を三叉教場・船津教場として分散授業を行っており、1965年（昭和40年）4月1日から船津教場の児童を、1966年（昭和41年）4月1日から三叉教場の児童を収容して授業を行うようになった。

### 年表
- 1963年（昭和38年）4月1日 - 三船小学校発足、当初は三叉教場と船津教場で分散授業。
- 1965年（昭和40年）
  - 3月31日 - 鉄筋コンクリート2階建て校舎落成。
  - 4月1日 - 船津教場の児童を新校舎に収容して授業開始。
- 1966年（昭和41年）
  - 3月 - 校舎2期工事落成、総面積2,218平方メートル。
  - 4月1日 - 三叉教場の児童を収容して授業開始。
  - 12月 - 体育館完成、面積429平方メートル。
- 1971年（昭和46年）9月 - プール竣工。
- 1988年（昭和63年） - 給食室完成。
- 1989年（平成元年）8月 - 体育館解体。
- 1990年（平成2年）3月 - 新体育館完成、950平方メートル、総工費1億9220万円。
- 2010年（平成22年）3月23日 - 合併により姶良市立となる。

## 三叉小学校
旧三叉小学校は、1878年（明治11年）6月に寺師小学校、住吉小学校が設置されたのが最初で、1879年（明治12年）3月に統合して三叉小学校となった。小学校の跡地には現在農協の支所がある。

### 三叉小学校年表
- 1878年（明治11年）6月 - 寺師小学校・住吉小学校設置。
- 1879年（明治12年）3月 - 統合して三叉小学校となる。
- 1928年（昭和3年）7月 - 高等科を設置し、三叉尋常高等小学校となる。
- 1941年（昭和16年）3月 - 三叉国民学校となる。
- 1947年（昭和22年）4月 - 帖佐町立三叉小学校となる。
- 1951年（昭和26年） - 校舎増築、277平方メートル。
- 1955年（昭和30年）1月1日 - 町村合併により姶良町立となる。
- 1958年（昭和33年） - 校舎増築。
- 1963年（昭和38年）3月 - 三船小学校に統合され廃校。

## 船津小学校
旧船津小学校は1878年（明治11年）6月15日に、旧重富郷の領主であった島津珍彦の校舎寄贈により船津簡易小学校として発足した。春花と船津の中間付近に学校があった。旧重富村立であったが、帖佐町立の帖佐中学校の方が近かったので、この校区の児童は1950年（昭和25年）から越境通学している。

### 船津小学校年表
- 1878年（明治11年）6月15日 - 船津簡易小学校として発足。
- 1892年（明治25年） - 船津尋常小学校と改称。
- 1926年（大正15年） - 校舎新築。
- 1938年（昭和13年）4月 - 高等科を設置し、船津尋常高等小学校となる。
- 1941年（昭和16年）4月 - 船津国民学校となる。
- 1947年（昭和22年）4月 - 重富村立船津小学校となる。
- 1949年（昭和24年）5月 - 地域の労働奉仕により新運動場完成。
- 1954年（昭和29年）10月2日 - 校舎移転改築、講堂落成。
- 1955年（昭和30年）1月1日 - 町村合併により姶良町立となる。
- 1960年（昭和35年） - 給食室完成、完全給食開始。
- 1963年（昭和38年）3月 - 三船小学校に統合され廃校。